# Ontogènia

Estadis inicials de l'embrigènesi humana

L'ontogènia (també dita morfogènesi o ontogènesi) descriu el desenvolupament d'un ésser viu des de l'òvul fertilitzat fins a la seva senescència, passant per la forma adulta. L'ontogènia s'estudia en la biologia del desenvolupament.
L'ontogènesi és la història del canvi estructural d'una unitat sense que aquesta perdi la seva organització. Aquest canvi estructural continu es dona en la unitat, en cada moment, com un canvi desencadenat per interaccions provinents del medi on es trobi o com a resultat de la seva dinàmica interna.
El desenvolupament animal o ontogènia compleix dues funcions principals:
1. Genera diversitat cel·lular (diferenciació) a partir de l'ou fecundat (zigot) i organitza els diversos tipus cel·lulars en teixits i òrgans (morfogènesi i creixement).
2. Assegura la continuïtat de la vida d'una generació cap a la següent (reproducció).

Ontogènia, embriologia i biologia del desenvolupament són estudis estretament relacionats i aquests termes de vegades s'utilitzen indistintament. Els aspectes de l'ontogènia són la morfogènesi, el desenvolupament de la forma i la forma d'un organisme; creixement dels teixits; i diferenciació cel·lular. El terme ontogènia també s'ha utilitzat a la biologia cel·lular per descriure el desenvolupament de diversos tipus cel·lulars dins d'un organisme. L'ontogènia és un camp d'estudi útil en moltes disciplines, com ara biologia del desenvolupament, biologia cel·lular, genètica, psicologia del desenvolupament, cognició del desenvolupament neurociència i psicobiologia del desenvolupament. L'ontogènia s'utilitza en antropologia com "el procés a través del qual cadascú de nosaltres encarna la història de la nostra pròpia creació".

## Ontogènia i filogènia
La idea que l'ontogènia recapitula la filogènia, és a dir, que el desenvolupament d'un organisme reflecteix exactament el desenvolupament evolutiu d'una espècie, està actualment desacreditada. Tanmateix, es poden observar algunes connexions entre ontogènia i filogènia, donades per l'evolució, d'aquesta manera l'ontogènia es fa servir en cladística com guia per reconstruir la història evolutiva i les relacions filogenètiques entre els clades.

## Etimologia
La paraula "ontogènia" prové del grec: ὄντος, ontos, genitiu singular del participi de present actiu del verb εἶναι, "ser"; i del sufix "genia" que expressa el concepte de "mode de producció". L'ontogènesi o ontogènia descriu el desenvolupament d'un organisme des de l'òvul fertilitzat fins a la seva forma adulta. L'ontogènesi és estudiada per la biologia del desenvolupament.

## Història
El terme ontogènia va ser encunyat per Ernst Haeckel, un zoòleg i evolucionista alemany a la dècada de 1860. Haeckel, nascut a Alemanya el 16 de febrer de 1834, també va ser un ferm defensor del darwinisme. Haeckel va suggerir que l'ontogènia recapitulava breument i de vegades incompletament la filogènia en el seu llibre de 1866, Generelle Morphologie der Organismen ("Morfologia general dels organismes"). Tot i que el seu llibre va ser molt llegit, la comunitat científica no estava gaire convençuda ni interessada en les seves idees, així que es va dedicar a produir més publicacions per cridar més atenció. El 1866, Haeckel i altres van imaginar que el desenvolupament produïa noves estructures després que s'haguessin establert addicions anteriors a l'organisme en desenvolupament. Va proposar que el desenvolupament individual seguia les etapes de desenvolupament de les generacions anteriors i que les generacions futures afegirien alguna cosa nova a aquest procés, i que hi havia un paral·lelisme causal entre l'ontogènia i la filogènia d'un animal. A més, Haeckel va suggerir una llei biogenètica que l'ontogènia recapitula la filogènia, basant-se en la idea que l'origen successiu i progressiu de noves espècies es basava en les mateixes lleis que l'origen successiu i progressiu de noves estructures embrionàries. Segons Haeckel, el desenvolupament va produir novetats i la selecció natural eliminaria les espècies que havien quedat obsoletes o obsoletes. Tot i que la seva visió del desenvolupament i l'evolució no era justificable, els futurs embriòlegs van retocar i col·laborar amb les propostes de Haeckel i van mostrar com es poden produir noves estructures morfològiques mitjançant la modificació hereditària del desenvolupament embrionari. El biòleg marí Walter Garstang va invertir la relació de Haeckel entre l'ontogènia i la filogènia, afirmant que l'ontogènia crea filogènia, no la recapitula.

## Pràctiques de desenvolupament
El desenvolupament d'un organisme passa per fecundació, escissió, blastulació, gastrulació, organogènesi i metamorfosi en un adult. Cada espècie d'animal té un viatge lleugerament diferent a través d'aquestes etapes, ja que algunes etapes poden ser més curtes o més llargues en comparació amb altres espècies, i on es desenvolupa la descendència és diferent per a cada tipus d'animal (per exemple, en una closca d'ou dura). , úter, closca d'ou suau, sobre una fulla de planta, etc.).

### Fecundació
En humans, el procés de desenvolupament fetal comença després que l'esperma fecunda un òvul i es fusionen, iniciant el desenvolupament embrionari. La fusió de l'òvul i l'esperma en un zigot canvia la membrana circumdant per no permetre que més espermatozoides penetrin a l'òvul, de manera que es poden prevenir múltiples fecundacions. La fusió d'un zigot també activa l'ou perquè pugui començar a patir una divisió cel·lular. Pot ser que cada espècie animal no tingui específicament un espermatozoide i un òvul, però dos gàmetes que contenen la meitat del material genètic típic de l'espècie i les membranes d'aquests gàmetes es fusionen per començar a crear una descendència.

### Escot

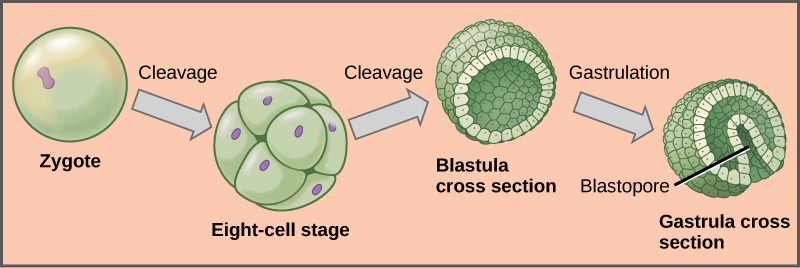
Procés del zigot a la gàstrula en desenvolupament

Poc després de la fecundació reeixida per part dels espermatozoides, el zigot experimenta moltes divisions mitòtiques, que també són divisions cel·lulars no sexuals. La La divisió és el procés de divisió cel·lular, de manera que el zigot inicial es converteix en una col·lecció de cèl·lules idèntiques que és una mòrula i conté cèl·lules anomenades blastòmers. El clivage prepara el zigot per convertir-se en un embrió, que és a partir de 2 setmanes a 8 setmanes després de la concepció (fertilització) en humans.